# Суну, Жиль
Жиль Суну́ (фр. Gilles Sunu; 30 марта 1991, Шатору, Франция) — тоголезский и французский футболист, нападающий клуба «Шатору».

## Карьера

### Клубная
Жиль Суну начал заниматься футболом в клубе «Шатору» из своего родного города в 1997 году. Десять лет спустя оказался в системе подготовки лондонского «Арсенала».
В первую команду «канониров» переведён в 2009 году и дебютировал в ней 22 сентября того же года в матче Кубка лиги против «Вест Бромвича».
9 декабря 2009 года форвард сыграл и в Лиге чемпионов, появившись на поле во втором тайме матча с «Олимпиакосом».
Вторую половину сезона 2009/10 Суну провёл в клубе Чемпионшипа «Дерби Каунти» на правах аренды. 10 марта 2010 года в матче с «Редингом» нападающий впервые вышел на поле в составе «Дерби» и на 21-й минуте встречи с передачи Майкла Тонга забил гол в ворота соперника. Этот мяч остался для «баранов» единственным в матче.
Больше Суну за команду не забивал и, сыграв ещё в 8 матчах Чемпионшипа, летом 2010 года вернулся в «Арсенал».
До зимнего трансферного окна сезона 2010/11 форвард не сыграл ни одного матча за лондонскую команду и в январе 2011 года был отправлен в аренду во французский «Лорьян». В составе «мерлузовых» Жиль Суну дебютировал 5 февраля 2011 года и до конца сезона провёл 9 неполных матчей, не забив ни одного гола. Несмотря на это, в августе 2011 года «Лорьян» выкупил трансфер футболиста. Первый гол за французский клуб Суну забил 6 ноября 2011 года в ворота «Аяччо» с передачи Янна Жуффра.

### В сборной
Жиль Суну играл за юношеские сборные Франции различных возрастов, начиная с 16-летнего. С 2009 по 2010 год футболист выступал за сборную Франции до 19 лет. Дебютировал в команде 9 сентября 2009 года в товарищеском матче со сверстниками из Японии
.
Также в товарищеской игре (14 октября 2009 года с бельгийцами) форвард забил первый гол за юношескую сборную.
В 2010 году в составе команды Суну принимал участие в чемпионате Европы среди юношей и, сыграв на турнире 4 матча, стал чемпионом континента.
За сборную следующей возрастной категории Жиль Суну провёл 14 матчей и забил 4 мяча. Впервые сыграл за команду 7 октября 2010 года в товарищеском матче с Португалией
, а первый гол забил в ворота перуанца Карлоса Каседы 25 марта 2011 года
.
В 2011 году форвард участвовал в чемпионате мира, где его команда заняла четвёртое место.
За молодёжную сборную Франции Суну дебютировал 2 сентября 2011 года в матче отборочного турнира к чемпионату Европы против команды Латвии. Всего нападающий сыграл за молодёжку 6 матчей.

## Достижения
Франция (до 17)
- Финалист чемпионата Европы (1): 2008

 Франция (до 19)
- Победитель чемпионата Европы (1): 2010

 Франция (до 20)
- 4-е место на чемпионате мира (1): 2011

## Статистика
| Клуб                      | Сезон                     | Чемпионат                 | Чемпионат | Чемпионат | Кубки | Кубки | Еврокубки | Еврокубки | Всего | Всего |
| Клуб                      | Сезон                     | Лига                      | Игры      | Голы      | Игры  | Голы  | Игры      | Голы      | Игры  | Голы  |
| ------------------------- | ------------------------- | ------------------------- | --------- | --------- | ----- | ----- | --------- | --------- | ----- | ----- |
| Арсенал                   | 2009/10                   | Премьер-лига              | 0         | 0         | 1     | 0     | 1         | 0         | 2     | 0     |
| Арсенал                   | 2010/11                   | Премьер-Лига              | 0         | 0         | 0     | 0     | 0         | 0         | 0     | 0     |
| Всего за «Арсенал» Лондон | Всего за «Арсенал» Лондон | Всего за «Арсенал» Лондон | 0         | 0         | 1     | 0     | 1         | 0         | 2     | 0     |
| Дерби Каунти              | 2009/10                   | Чемпионшип                | 9         | 1         | 0     | 0     | 0         | 0         | 9     | 1     |
| Всего за «Дерби Каунти»   | Всего за «Дерби Каунти»   | Всего за «Дерби Каунти»   | 9         | 1         | 0     | 0     | 0         | 0         | 9     | 1     |
| Лорьян                    | 2010/11                   | Лига 1                    | 9         | 0         | 0     | 0     | 0         | 0         | 9     | 0     |
| Лорьян                    | 2011/12                   | Лига 1                    | 15        | 1         | 3     | 1     | 0         | 0         | 18    | 2     |
| Лорьян                    | 2012/13                   | Лига 1                    | 17        | 3         | 5     | 1     | 0         | 0         | 22    | 4     |
| Лорьян                    | 2013/14                   | Лига 1                    | 5         | 0         | 0     | 0     | 0         | 0         | 5     | 0     |
| Всего за «Лорьян»         | Всего за «Лорьян»         | Всего за «Лорьян»         | 46        | 4         | 8     | 2     | 0         | 0         | 54    | 6     |
| Всего за карьеру          | Всего за карьеру          | Всего за карьеру          | 55        | 5         | 9     | 2     | 1         | 0         | 65    | 7     |